# Джакараму

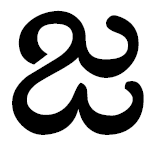
Джакараму

Джакараму или дзакараму ( -му - окончание среднего рода) — джа или дза, 24-я согласная буква слогового алфавита телугу. В названии కారం (cāram) означает буквально «буква». Относится к десяти согласным, в которых короткая гласная «а» слышится, но никогда не записывается, и потому надстрочный знак для «а» талакатту здесь не используется. В близком к телугу языке каннада талакатту используется всегда. При необходимости добавить диргхаму (долгое "А") пишут జా, при необходимости оглушить "а" пишут జ్.
Акшара-санкхья — 8 (восемь).
Символ юникода — U+0C1C. 